# Constitutio de regalibus
Constitutio de regalibus è un decreto imperiale emanato da Federico I Barbarossa alla Dieta di Roncaglia (11-16 novembre 1158), stabilito in seguito ad una sentenza (Weistum) rilasciata dai giuristi bolognesi Bulgaro, Martino Gosia, Jacopo e Ugo di Porta Ravegnana, alla presenza di 28 rappresentanti di 14 città della Lombardia.

## Storia

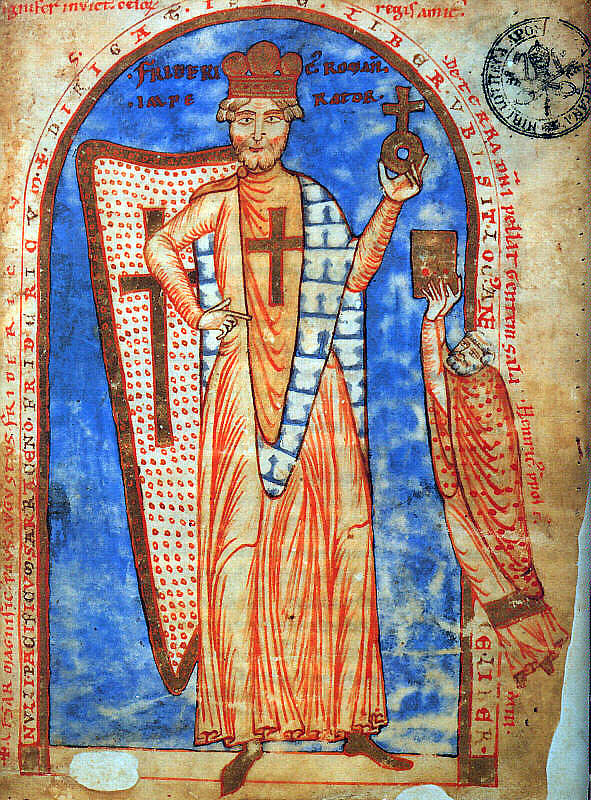
Federico I Barbarossa in una miniatura da un manoscritto del 1188 della Biblioteca Vaticana

In esso si definivano le prerogative dell'autorità regia, ovvero i diritti reali (iura regàlia, da cui regalie): controllo delle vie di comunicazione (con conseguenti diritto di dogana e diritto di passaggio), dell'amministrazione della giustizia, della riscossione delle imposte (dazi, collette ecc.), dell'autorità di battere moneta e di muovere guerra.
L'imperatore avocò a sé tutti i diritti economicamente sfruttabili, recuperando anche i diritti sovrani delegati precedentemente, che furono concessi ai beneficiari dall'Imperatore in persona solo a coloro la cui legittimazione poteva essere provata.
Inoltre riaffermò in maniera ancora più netta il divieto di vendita delle terre feudali senza consenso imperiale.
Tuttavia si possono osservare nella pratica locale scostamenti da questa descrizione generale del sistema legale.
Nelle città le rendite e il loro reddito venne calcolato successivamente dal legato, il quale era responsabile anche della raccolta per il sostentamento delle truppe, il fodro.
Le disposizioni furono ostacolate fin dall'inizio dalla resistenza delle città della Lega Lombarda; fu solo nel 1183 con la Pace di Costanza, che furono riconosciute le prerogative comunali, in cambio di rendite dovute all'Imperatore.